# 本溪湖煤矿爆炸
本溪湖煤矿爆炸发生于1942年的满洲国奉天省本溪湖煤矿（在今本溪市），导致至少一千五百人死亡，是世界历史上最严重、死亡人数最多的矿难。

## 背景
1931年九一八事變后，日军占领本溪，原本中日合资的本溪湖煤铁有限公司被日方全盘控制。1941年太平洋战争爆发后，满洲国政府颁布《战时紧急经济方策要纲》，提出要多生产煤炭。:156当时本溪煤矿井下共有茨沟、仕人沟、柳塘、四宝砟、五坑区五个采区。:153

## 经过
1942年4月26日（周日）上午五六时，矿工从茨沟的老三坑和柳塘下层坑下井。上午11时30分，地面变电所故障，导致全矿停电。下午2时修复后，首先给各井口扇风机送电，下午2时8分开始给井下采区送电。此时，井口一声巨响，据张洪昆回忆：“顿时，浓浓黑烟从茨沟、仕人沟、柳塘等5个通地面斜井口喷出，直冲云霄，活像一个个才生着火的锅炉似的。”矿井的通风、通讯系统于是瘫痪。:156
据张洪昆回忆，因是周日，管事的日本人多在家休息，下午3时许陆续赶到，他们认为井下可能发生了火灾，当时的公司采炭所长藤井渡和保安课课长山下寿一怕火势扩大，命令尚在运转的老三坑和柳塘上层坑两台主扇停风。本溪湖煤矿最高负责人、公司炭业部部长今泉耕吉得知上野健二还在井下后，命令第一批下井的救护队从柳塘下井搜寻上野健二。但救护队因浓烟弥漫而无法前进。4时半，指挥所命令各井口主扇恢复运转。据张洪昆回忆，日方救护队不理会还有气息的中国劳工，专门搜寻上野健二。上野健二是事故中唯一被抢救回来的人。:157

## 后续
矿难发生后，当局封锁出事井口，设置电网，调集大批军警戒严和封锁煤矿。特别是包围集中住宿“特殊工人”的茨沟、柳塘，搜缴矿工的铁锨、镐头等工具，防止暴动。:158
矿工屍体集體埋在一個大坑，形成“仕人沟万人坑”，又称“本溪湖肉丘坟”。后清理出的一部分死难矿工埋在太平沟，形成太平沟万人坑。:158
矿难后，只有煤矿最高负责人今泉耕吉被追究，受到被罚年薪十分之一的处分。:163
据张洪昆回忆，事故后20多天部分采区恢复生产，约一个半月后全矿井恢复生产。为尽快恢复生产，当局将数以千计的“特殊工人”补充到本溪湖煤矿。:158

## 伤亡人数
准确伤亡人数有多种说法。:160-1611943年8月，本溪湖煤铁公司在仕人沟万人坑前竖立“本溪湖煤铁公司产业战士殉职墓碑”，碑上指1327人死亡。:52-53张洪昆回忆：“共死伤1795人，其中死亡1527人，重伤44人，轻伤224人。在死亡人员中，除有31名日本人外，其余均为中国劳工。”尚宝德、李永普等亲历者则认为有三千多人死亡。《中国煤炭志》、《辽宁省志》采用的数据是1549人死亡，246人重伤。:161薛毅认为，加上因触电网而伤亡的人，伤亡人数应该超过1800人。:162阎振民认为，至少1800名中国矿工死亡，最可能的死亡数字是3000多人。

## 矿难原因
此次矿难性质是“瓦斯煤尘爆炸”（瓦斯在此特指甲烷氣體）。:152日方控制下的本溪湖煤矿“实行‘前进扒两帮，一捅冒落光’的采煤方法和‘杀鸡取蛋’的蚕食式和残柱式方法，以及大舞台式的大面积空顶作业”，易发生事故。
中国矿业大学中国煤矿史研究所的薛毅认为，此次矿难的主要原因是：一、井下通风设计不合理；二、缺少对矿工的安全培训；三、瓦斯检查员不到位；四、矿难发生后，矿方“要矿不要人”的指导思想。:160苏联学者希菲茨的著作《煤矿安全技术》写道，本次矿难死亡的大多数矿工死于一氧化碳中毒。张洪昆认为，“事发后一个月左右，日本方面得出了调查结论，称是一次瓦斯爆炸事故，而停止送风造成矿工死亡，日本方面却只字未提。”“事故的直接原因是瓦斯爆炸，但造成1500多名中国矿工死亡的根本原因，是停止送风後矿工一氧化碳中毒”。

## 评论
薛毅评论道：“之所以造成众多矿工伤亡，则由于事故发生后矿方‘要矿不要人’，停止向井下通风，致使众多矿工窒息而死。此举揭露了日伪当局对本溪矿工生命权、生存权、尊严权等的无视与剥夺，反映了其对人类理性和道义肆无忌惮的践踏。”:152另外，“在本溪煤矿矿难中，日本侵略者对中国战俘的虐待以致剥夺生命的罪行，应该给予揭露和谴责。”:163